# Даугавпилсский университет
Да́угавпилсский университе́т (латыш. Daugavpils Universitāte) — высшее учебное заведение, находящееся в городе Даугавпилс, Латвия.

## История
В 1921 году в здании Реального училища по ул. Владимирской, 32 была открыта педагогическая школа. В 1922 году она переименована в педагогический семинар. Далее с 1923 года Даугавпилсский государственный учительский институт, с 1952 года Даугавпилсский педагогический институт, в 1986 году институту присвоено имя Яна Калнберзина, с 1993 года — Даугавпилсский педагогический университет, с 2001 года — Даугавпилсский университет.
2009 год начался для университета резким падением финансирования из-за переживаемого страной экономического кризиса, почти на 2 миллиона латов бюджет 2009 года меньше предыдущего 2008 года, госфинансирование сократилось с планируемых 5,87 млн латов до 4,2 млн латов. Из публикации газеты за 19 ноября «Т. Воронова рассказала, что в нынешнем году бюджет Даугавпилсского университета сокращён на 48 %.»
4 ноября 2011 года прошли мероприятия празднования 90-летия со дня основания Университета в самом университете и в городском театре.
12 сентября 2017 года КМ ЛР одобрил присоединение Медицинского колледжа к ДУ. С 1 марта 2018 года.
2020—2021 годы попытка начать реорганизацию ДУ по инициативе Шуплинской, что вызвало протест и её отставку с поста министра.

### Криминальное дело
24 января 2023 года полиция и Европрокуратура ЕС провели следственные действия в рамках предполагаемого хищения 600 тысяч евро, группой лиц, задержаны 4 человека, среди них заместитель ректора по развитию ДУ Янис Кудиньш.
В период 2018—2022 годов Министерство образования потребовало объяснений у Совета университета. Доход подозреваемого Я. Кудиньша в 2020 году был почти 72 тысячи евро. Я. Кудиньшу запрещено покидать страну. Совет ДУ не видит нарушений в использовании средств ЕС, будет проведён внешний аудит. Названы фамилии причастных к делу. Компания выигрывавшая конкурсы, в дружбе с заместителем ректора Я. Кудиньшем. 30 января 2023 года Сенат ДУ снял с должности Я. Кудиньша/представительство в Совете ДУ. 31 января в отставку ушли два члена Совета ДУ, министр МОН Чакша высказалась о том, что в отставку должен уйти весь Совет.

## Здания

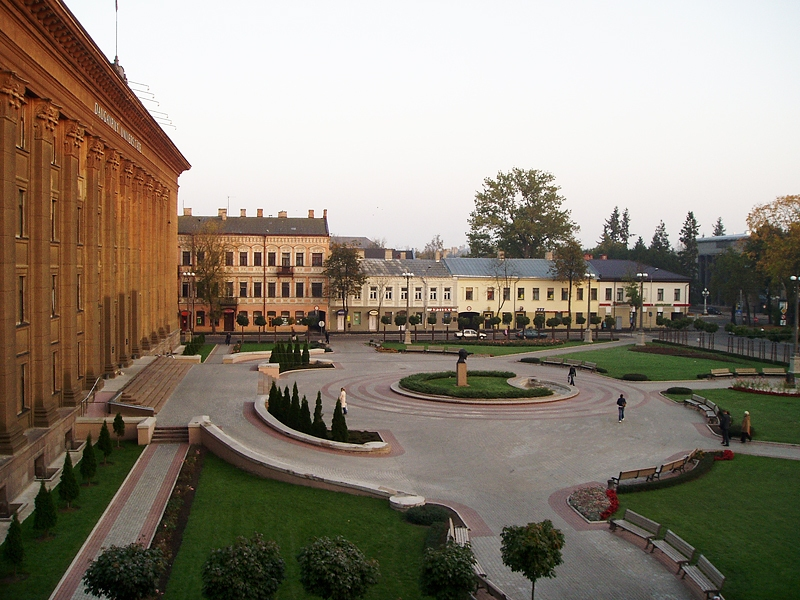
Площадь около старого корпуса ДУ

Университету принадлежат следующие здания:
- Старый корпус Университета (ул. Виенибас 13). Первоначально здание строилось на снесенном квартале старых домов под обком партии Даугавпилсской области (1952—1953), завершено в 1956 году для пединститута, перед ним площадь с фонтаном и памятником Райнису (1969), площадь реконструирована в 2001 году, поставлены перенесенные Солнечные часы в 2001 году
- Здание общежития (Парадес 11) (1957)
- Старое здание Учительского института (Саулес 1/3) (конец XIX века)
- Новый корпус Университета (Парадес 1) у реки и Дубровинского парка (80-е годы XX века)
- Научный и лаболаторный корпус (Парадес, 1а), 2 этажа, площадь 6 тысяч м²., автор проекта Борис Крутик, арх.бюро Намс,стоимость 24 млн евро, открыто и освящено 22 августа 2014 года[19][20].
- Общежития два (Спорта 6; 9 этажей) законсервировано с начала 2016 года[21] и (Спорта 8; 5 этажей) (70-е и 80-е годы XX века)
- Общежития два (Вальню 29 и 29а, Северный городок (5 этажей) переданы от бывшего военного училища в Крепости (70-е годы XX века)

Здание по Лачплеша 10 было пединститутским, в 90-х годах забрал город, куплено у города фирмой Диттон.

## Факультеты
В университете есть пять факультетов:
- Факультет математики и естественных наук (латыш. Dabaszinātņu un matemātikas fakultāte)[22]
- Гуманитарный факультет (латыш. Humanitārā fakultāte)[23]
- Факультет образования и управления (латыш. Izglītības un vadības fakultāte)[24]
- Факультет социальных наук (латыш. Sociālo zinātņu fakultāte)[25]
- Факультет музыки и искусства (латыш. Mūzikas un mākslu fakultāte)[26]

## Программы
На начало 2023 года университет предлагает учебные программы 1-го и 2-го уровней высшего образования, бакалавра, магистра и доктора:
Учебные программы профессионального высшего образования 1 уровня:
- Гражданская безопасность и безопасность
- Информационные технологии
- Дошкольный учитель

Программы профессионального высшего образования 2 уровня:
- Бизнес и финансовые процессы
- Дизайн
- Физиотерапия
- Арт-менеджмент
- Музыка
- Учитель начальных классов
- Учитель

Программы профессионального обучения 2-го уровня, обеспечивающие получение квалификации:
- Учитель

Академический бакалавриат:
- Культурные и деловые связи Восточной Европы
- Биология
- Филология (английская филология)
- Филология (русская филология)
- Филология (латышская филология)
- Физика
- Химия
- Математика
- Психология
- Юриспруденция

Академическая магистратура:
- Биология (аквакультура, исследования биоразнообразия, отдых на природе)
- Информатика
- Филология (латышский, английский, русский, сравнительная филология)
- Физика (физика техники)
- Педагогические науки
- Химия
- Математика
- История

Профессиональная магистратура:
- Охрана труда
- Экономическая безопасность
- Искусство
- Музыка
- Психология
- Управление обществом и организацией
- Межкультурные отношения
- Юриспруденция
- Экологическое планирование
- Умная экономика и инновации

Программы докторантуры:
- Биология
- Физика твердого тела
- Экономика
- Педагогические науки
- Юридическая наука
- Математика
- Психология
- Наука управления
- Изучение языка и литературы
- История и археология

## Институты в составе университета
- Балтийский институт колеоптерологии
- Лимнологический институт
- Латгальский исследовательский институт

## Периодические и серийные издания института, университета
См. периодические издания города

## Директора Учительского института, ректоры института, университета
- Юргенс Янис 1921—1922
- Виетниекс Эйженс 1922—1923
- Сейле Валерия 1923—1940
- Вышкарев Леонтий 1944—1946
- Паутов Виталий 1946—1952
- Петров Иван 1952—1953
- Грашманис Кришс 1953—1958
- Баускис Виталий 1958—1962
- Калнберзина Анна 1962—1971
- Гулбис Гунарс 1971—1977

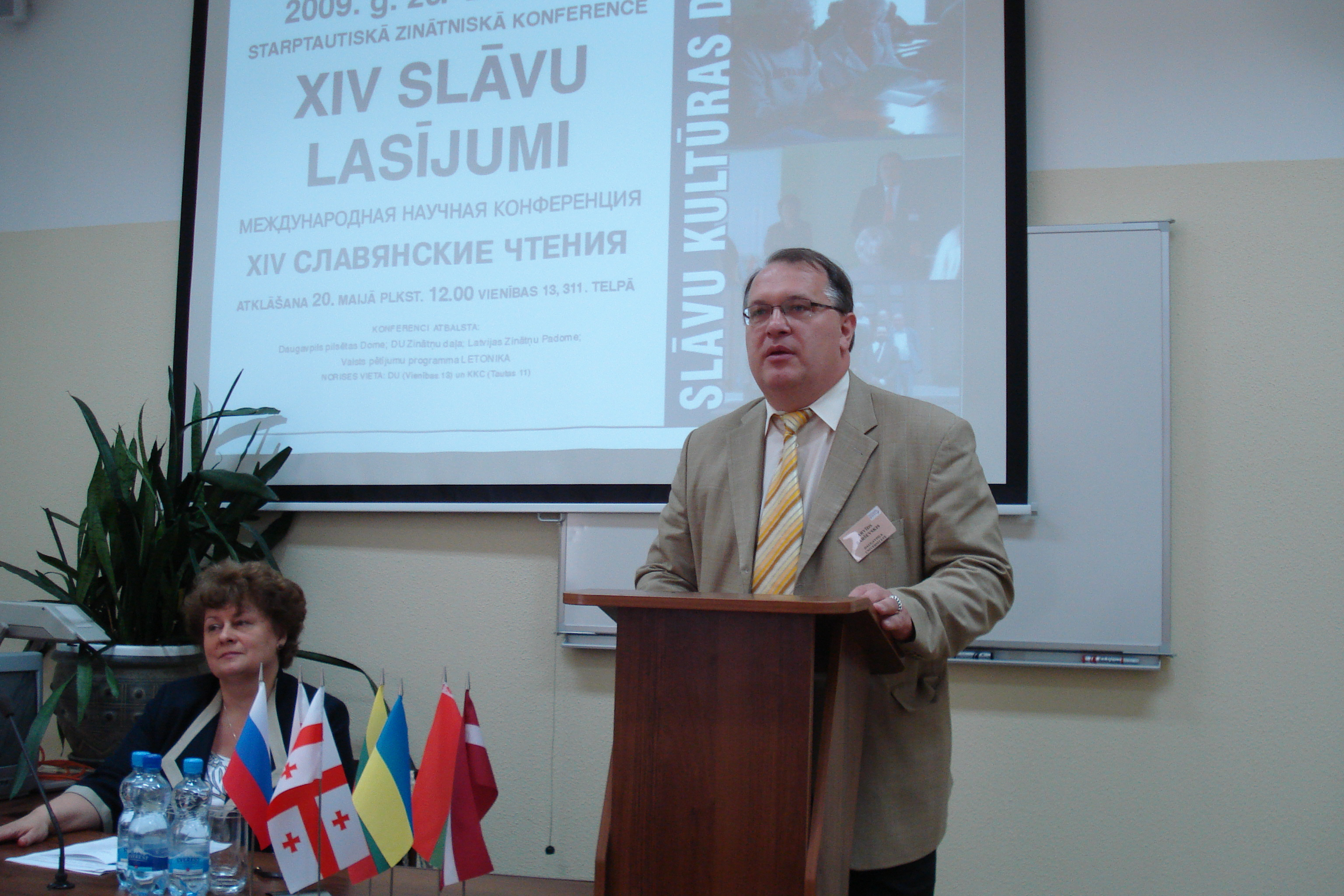
Ректор Арвид Баршевскис приветствует участников XIV Славянских чтений

- Рождественский Олег Константинович 1977—1992
- Янсонс Бруно 1992—1998
- Покулис Янис 1998—2002
- Икере Зайга 2002—2007
- Баршевский Арвид 2007— февраль 2018[28].
- 13 февраля 2018 года пройдут выборы нового ректора ДУ, два претендента- о них[29][30].(Из личной беседы 29 января 2018 года с ректором ДУ).
- 13 февраля 2018 года прошли выборы нового ректора ДУ , новым ректором избрана Ирена Кокина[31].
- 23 января 2023 года — объявлен международный конкурс на должность ректора ДУ, публикация о сем[32]. И. Кокина отказалась баллотироваться на второй срок. По подведении итога — к выборам допущены И. Шуплинская и А. Баршевский.
- 14 апреля 2023 года — в голосовании победил А. Баршевский, Шуплинская пыталась оспорить итоги выборов.
- 26 апреля 2023 приял пост ректора ДУ.

## Известные люди, студенты института, университета
- Александр (Кудряшов), студент 1960-х гг., ныне Митрополит Рижский и всея Латвии ЛПЦ МП.
- Рождественский, Олег Константинович, студент 1950-х гг., ректор ДПИ в 1977—1992 годах.
- Строде, Рита Альбертовна, студент 1970-х гг., зав. отд. культуры горисполкома, заместитель председателя горисполкома, председатель и заместитель председателя городской думы.
- Шкут, Артур, студент 1980-х гг., профессор ДУ, директор Лимнологического института.
- Юдин, Борис Петрович (1949—2023)[33], студент 1990-х гг., русско-американский поэт и прозаик.

## Символика, регалии

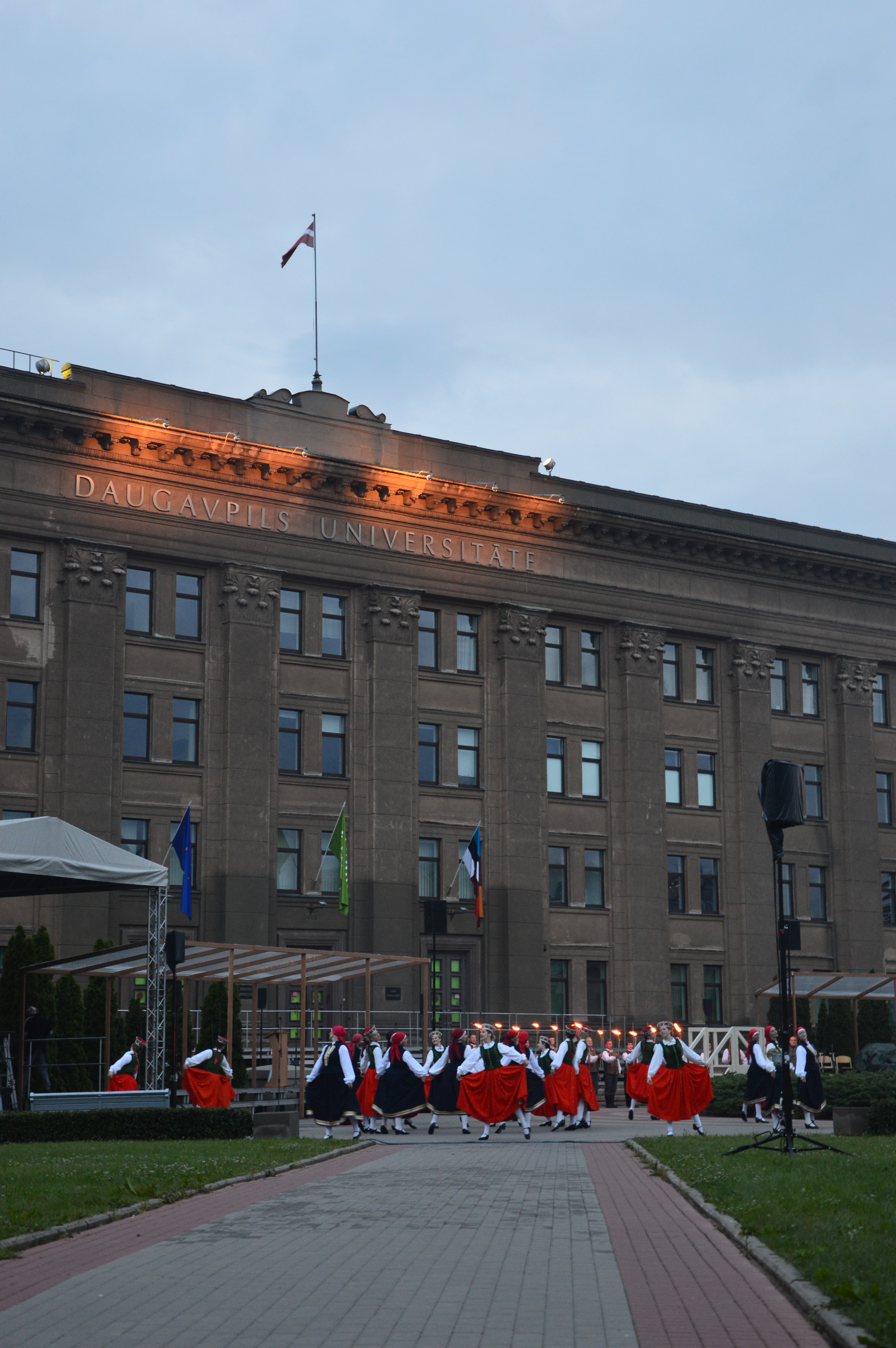

Университет имеет свой герб и знамя, освящённое в костёле Св. Петра. Ректор университета имеет нагрудную цепь, которая используется в официальных и торжественных случаях, мероприятиях. Университет имеет конституцию (устав), утверждённую на собрании 15 марта 1993 года, впоследствии утверждена Кабинетом министров ЛР.
Эмблема использовалась вузом с 1990-х годов по 2011 год. Автор эмблемы — историк и работник образования Арнольдс Гулбис.
Герб Даугавпилсского университета внесён в Гербовый регистр Латвийской Республики решением Министерства культуры № 3.1-4/1 от 10 января 2012 года. Согласно третьей части статьи 5 Закона о гербах, Государственная геральдическая комиссия рассмотрела поданный Даугавпилсским Университетом проект изображения герба и 27 декабря 2011 года выдало Министерству культуры заключение № 3340 о соответствии герба требованиям геральдики. Геральдическое описание подписали министр культуры Жанета Яунземе-Гренде (Žaneta Jaunzeme-Grende) и председатель Государственной геральдической комиссии Лаймонис Шенбергс (Laimonis Šēnbergs).
Автор герба — геральдист Артём Махлин, выпускник магистратуры Даугавпилсского университета 2009 года. Герб был создан к 90-летию основания университета. Герб ДУ является первым официально зарегистрированным гербом государственного вуза Латвии.
В 1995 году ректоратом ДПУ был объявлен конкурс на создание гимна университета, который окончился безрезультатно.
Ректорская цепь состоит из щитка, на котором изображён университетский герб, цепи с узором, в которую вставлены символы пяти факультетов университета; всё исполнено из металла.

## Издательство
В составе университета имеется издательство Сауле (латыш. Saule — «Солнце»). Печатается учебная, научная, художественная литература по решению факультетов и кафедр университета.